# Кавказ (порт)
Порт Кавказ — пятый по грузообороту порт российской федерации и второй по грузообороту порт в Черноморско-Азовском бассейне после порта Новороссийска с перевалкой 30,5 млн тонн в 2015 году. Порт является одним из крупнейших пассажирских портов России. Порт позволяет принимать железнодорожные паромы, которые курсируют между портом и Варной в Болгарии.
Порт расположен на косе Чушка в Керченском проливе, в Темрюкском районе Краснодарского края России.

## История
Порт построен в 1953 году. Основное назначение — обслуживание Керченской паромной переправы (линия «порт Крым» — порт «Кавказ»). Инфраструктура порта позволяла осуществлять перевозки пассажиров, автомобилей и железнодорожных составов. Рядом с портом Кавказ была построена одноимённая железнодорожная станция Кавказ, выполнявшая маневровые работы по формированию поездов и накатке вагонов на паром. Для защиты от волн и льда акваторию порта окружили волнорезами.
Во времена СССР из порта Кавказ выполнялись рейсы пассажирских катеров до морвокзала в центре города Керчи.
В конце 1980-х годов из-за старения и износа используемых железнодорожных паромов сначала были прекращены перевозки пассажирских, а спустя несколько лет и грузовых составов. Функционирование автомобильно-пассажирского паромного сообщения при этом не прекращалось.
После распада СССР и превращения паромной линии в международную (Россия — Украина), в порту был организован пункт погранично-таможенного контроля.
Перевозка грузовых вагонов возобновилась в 2004 году с приходом новых железнодорожных паромов и реконструкцией портовых сооружений.
Летом 2010 года возобновились рейсы пассажирского катера от порта Кавказ до морвокзала города Керчи. Ожидалось, что катер «Диспетчер Криштопа» будет ходить по этому маршруту три раза в день, однако вскоре линия была вновь закрыта.

### Перевалочные терминалы и экологические проблемы
В 1990-е — 2000-е годы грузооборот порта Кавказ значительно увеличился. Для вывоза за рубеж продукции нефтяной и химической промышленности построены терминалы по перевалке грузов: нефтяной (ООО «СВЛ-Трейдинг») и два химических (компаний ОАО «Порт-Кавказ» и ООО «Югхимтерминал»). Открытая перевалка химических веществ и удобрений привела к ухудшению экологической обстановки и росту числа заболеваний среди жителей посёлка Чушка, расположенного недалеко от порта.
Несмотря на установленные факты нарушений природоохранного законодательства, ОАО «Порт-Кавказ» продолжал заниматься перевалкой грузов химической промышленности.
Решением Темрюкского районного суда Краснодарского края от 14.07.2008 ОАО «Порт Кавказ» было запрещено заниматься перегрузкой грузов в связи с нарушениями природоохранного законодательства. После перехода права собственности на причалы к новому собственнику ЗАО «ВЕРП» решением того же суда от 26.01.2010 запреты на эксплуатацию причала и складов были сняты.
В 2007 году генеральный директор ОАО «Порт-Кавказ» Виктор Зеленский был задержан по обвинению в вымогательстве и получении коммерческого подкупа. Одновременно с задержанием были похищены доли компаний, ему принадлежавшие. В 23.12.2009 уголовное дело было прекращено за отсутствуем состава преступления, а похищенные доли компаний были возвращены решением Арбитражного суда Краснодарского края от 18.11.2009 по делу № А32-6040/2008, что позволило противостоять попытке рейдерского захвата имущественного комплекса.

### Шторм осенью 2007 года
В ноябре 2007 года во время сильного шторма в Керченском проливе произошло несколько происшествий с судами, в результате которых в воду попало порядка тысячи тонн нефтепродуктов. Наибольший ущерб природному комплексу принёс разлом и дальнейшее затопление речного танкера с мазутом «Волгонефть-139», принадлежавшего российскому пароходству «Волготанкер». В районе порта Кавказ во время этого шторма затонул сухогруз «Вольногорск» с грузом серы.

### Во время вторжения России на Украину
В течение 2024 года порт Кавказ несколько раз подвергался атакам украинских БПЛА и ракет:
- 31 мая 2024 года в результате атаки БПЛА и ракет был поврежден нефтяной терминал порта[12].
- 23 июля 2024 года атаковано паромное судно, в результате которого на нем начался пожар. После атаки было принято решение о сокращении перевалки ГСМ через порт[13].
- 22 августа 2024 года противокорабельной крылатой ракетой Нептун атакован паром, перевозящий топливо. В результате атаки судно затонуло после сильного пожара[14][15][16].

## Описание
Морской порт Кавказ принимает суда длиной до 130 м, шириной до 14,5 м, осадкой до 5 м. Возможны колебания уровня воды под действием штормовых ветров в пределах 0,75 м.
Старая часть порта, построенная для Керченской переправы, называется Северным районом; новая, построенная для экспортных грузов, — Южным. Северный район порта доступен для судов длиной до 140 метров, шириной до 21 метра и осадкой до 5 метров. Южный район порта доступен для судов длиной 140 метров, шириной 17 метров и осадкой до 3,5 метров.

### Северный район
Северный район защищен молами и насчитывает десять причалов:
- северный мол с причалами № 1 и № 2. В 2007 году произведена реконструкция берегоукрепления второго района «Северное», предназначенного для гашения волновой энергии, обеспечения устойчивости берегового массива и обработки автопассажирских паромов. По итогам работ было выполнено обустройство северной стороны берегоукрепления для возможности приёма судов типа «Ро-Ро»[19].
- причалы № 3 и 4 автомобильной паромной переправы реконструированы в 2015 году для повышения пропускной способности[20]. Длина причала № 2 — 169,5 м.
- пирс с причалами № 5 и № 6. Реконструирован в 2009 году. Выполнен в виде эстакады и предназначен для приёма и обработки железнодорожных паромов, следующих в Крым, Грузию, Болгарию и Турцию. В ходе работ по реконструкции ложа переходного моста, были заменены основные конструкции пирса (сваи, железобетонные плиты), построены два пала. Общая длина пирса № 6 с палами достигла 166,6 м, что обеспечило возможность приема и обработки паромных судов длиной до 150,2 м[19].
- причал № 7 реконструирован в 2015 году для повышения пропускной способности паромной переправы[20]. Способен принимать малые паромы.
- причал № 8 был обустроен в 1990-х годах для перевалки нефтепродуктов[21]. Реконструирован в 2005 году для перевалки генеральных грузов. В ходе реконструкции был построен отдельно стоящий пал и швартовная тумба, что позволило удлинить причал до 156,3 м и создать условия для приема и обработки судов длиной 141,4 м, шириной 16,8 м, с осадкой 4,6 м и водоизмещением 9 443 тонн[19]. В 2015 году реконструирован для повышения пропускной способности паромной переправы.[20] В ходе выполненных работ создана единая линия кордона причала и построена площадка для опирания аппарели парома. Это позволит принимать на причале с кормовой аппарели паромы типа «Ионас», «Крым», «Гликофилоуса» и «Николай Аксененко», с измерениями: по длине — до 102,2 м, ширине — до 18 м и осадке — до 4,9 м[22].
- причал № 9. В 1990-х годах проведена реконструкция для расширения номенклатуры грузов (нефть, мазут)[21]. Южнее причала начинается Западный мол.

### Южный район
Южный район не защищен молами. Плавание по подходному каналу разрешено только в светлое время суток, а при ветрах СВ и ЮЗ направлений — только при скорости ветра не более 10 м/с. Максимальная осадка судов — 3,6 м, с возможностью увеличения до 5,0 м.
Южный район включает в себя два причала, принадлежащие компании «Южный морской торговый терминал» (ЮМТТ):
- причал № 24 длиной 150 м и глубиной у причала 4,5 м, расположен под острым углом к подходному каналу,
- причал № 25 длиной 159 м и глубиной у причала 3,5 м, расположен вдоль берега, под прямым углом к причалу № 24.

Южный район имеет подъездные железнодорожные пути длиной 2,5 км и крытые склады площадью 1440 м² и 380 м², открытые бетонные площадки площадью 40 000 м². Имеется внутрипортовая бетонная подъездная дорога. В 2015 году к Южному району была построена бетонная дорога шириной 8 метров и длиной 1100 метров. С июня 2015 от причала № 25 начали ходить грузовые паромы в Керчь, от 24-го причала перегружаются насыпные грузы.
- Инфраструктура
- Морской вокзал
- Кафе
- Мотель

## Паромные переправы
Автомобильно-пассажирские перевозки Кавказ — Крым осуществляются компаниями:
- ООО «Морская дирекция» — паромы «Олимпиада» и «Гликофилуса III»,
- ООО «Аншип» — паромы «Крым», «Николай Аксёненко», «Севастополь»;
- ООО «КТЛК» — паромы «Победа», «Мария», «Лаврентий» для перевозки только грузового транспорта и опасных грузов.

При большом волнении моря или сложной ледовой обстановке на линию выходят малые паромы «Керченский-2» и «Ейск», которые принадлежат ГСК «Керченская паромная переправа».
На перевозке малотонажных грузовиков специализируется линия Кавказ — Керчь. Её обслуживанием занимается ГСК «Керченская паромная переправа», имеющая паромы: Керченский-2 и Ейск.
Пропускная способность порта составляет 400 тыс. пассажиров в год. Однако в 2014 году только с 1 апреля по 17 июля было перевезено 889 тыс. пассажиров.
В октябре 2018 года паромное сообщение с Крымским полуостровом было остановлено, в связи с открытием грузового движения по Крымскому мосту. С 06.02.2019 паромная переправа возобновила свою работу, рейсы выполняются по будним дням, в 7-30 и 16-30 отход из Керчи(порт Крым), в 8-00 и 17-00 прибытие в порт Кавказ, в 8-30 и 17-30 отход из порта Кавказ, в 9-00 и 18-00 прибытие в порт Крым
С 20 июля 2019 года количество рейсов сократилось до 1 в сутки. Выход парома из порта Крым в 07-30, прибытие в порт Кавказ в 08-00, отправление в порт Крым в 08-30, прибытие в порт Крым в 09-00. Расписание действует только по будним дням.
С 15 сентября 2019 года движение автомобильных паромов полностью прекращено, офисы ООО «Востоктрансгрупп» в портах Крым и Кавказ закрыты, единственным способом добраться в Крым остался только Крымский мост.

### Железнодорожные паромы
Железнодорожные паромные перевозки осуществляет ООО «Аншип», дочернее предприятие группы компаний «АнРуссТранс» (большинство маршрутов) и ТЭС-Терминал (Кавказ — Керчь).
28 февраля 2009 года была открыта новая железнодорожная паромная линия порт Кавказ — Варна (Болгария), на которой работает паром «Авангард» (проект CNF06) вместимостью 45 условных вагонов. Осенью 2010 года на эту линию вышел второй паром «Славянин» (проект CNF09, вместимость — 50 вагонов). Из России в Болгарию по паромной железнодорожной переправе идут сжиженный газ, нефтепродукты, масло техническое, стекло и химические продукты. Всё это поступает в порт по железной дороге. Из Болгарии приходят сборные грузы и товары народного потребления, например конфеты и сладости. Проект реализуется в сотрудничестве с Исполнительным агентством железнодорожного транспорта (Болгария, исполнительный директор Симеон Ананиев).
20 ноября 2011 года ООО «Аншип» открыло паромную линию Зонгулдак (Турция) — порт Кавказ. На линии работает паром «АНТ-2» вместимостью 80 автофургонов и 86 пассажиров. Рейсы выполняются 1 раз в неделю, время в пути — 24 часа.
10 апреля 2007 года была совершена первая перевозка по железнодорожной паромной линии порт Кавказ — Поти (Грузия). По состоянию на 2016 год паром работал круглогодично, но нерегулярно, без расписания. Вместимость — 42 условных вагона, используется судно ТФМ-1 (старое название SMAT). Оператор парома — ООО «БФИ».
В 2018 году железнодорожные перевозки в Турцию не производились, назначением на Поти время накопления вагонов превышало 45 суток. В связи с этим, РЖД не принимает к перевозке грузы назначением в Поти и Зонгулдак.

## Показатели деятельности
| год      | 2005 | 2010 | 2015 | 2016 | 2017 | 2021 | 2022 | 2023 |
| млн тонн | 7,12 | 10,1 | 30,5 | 33,2 | 35,3 | 17,1 | 16,6 | 21,4 |